# Marty Scurll
Martin Scurll (26 de julio de 1988) es un luchador profesional inglés. Scurll ha luchado en compañías como Pro Wrestling Guerrilla, Impact Wrestling, Progress Wrestling, Revolution Pro Wrestling, Insane Championship Wrestling, Combat Zone Wrestling, Ring of Honor y New Japan Pro-Wrestling. Desde 2014 hasta 2015 fue uno de los presentadores del programa de televisión Wrestle Talk TV en el canal Challenge.
Entre sus logros, se destacan tres reinados como campeón mundial al ser dos veces Campeón Mundial de Progress y una vez Campeón Peso Pesado Británico de la RPW. Además de haber ganado una vez el Campeonato Televisivo de ROH, una vez el Campeonato Peso Junior de la IWGP, una vez el Campeón en Parejas 6-man NEVER de Peso Abierto, una vez el Campeonato de Peso Crucero británico de la RPW, una vez Campeón en parejas británico indiscutible de la RPW.

## Carrera en la lucha libre profesional

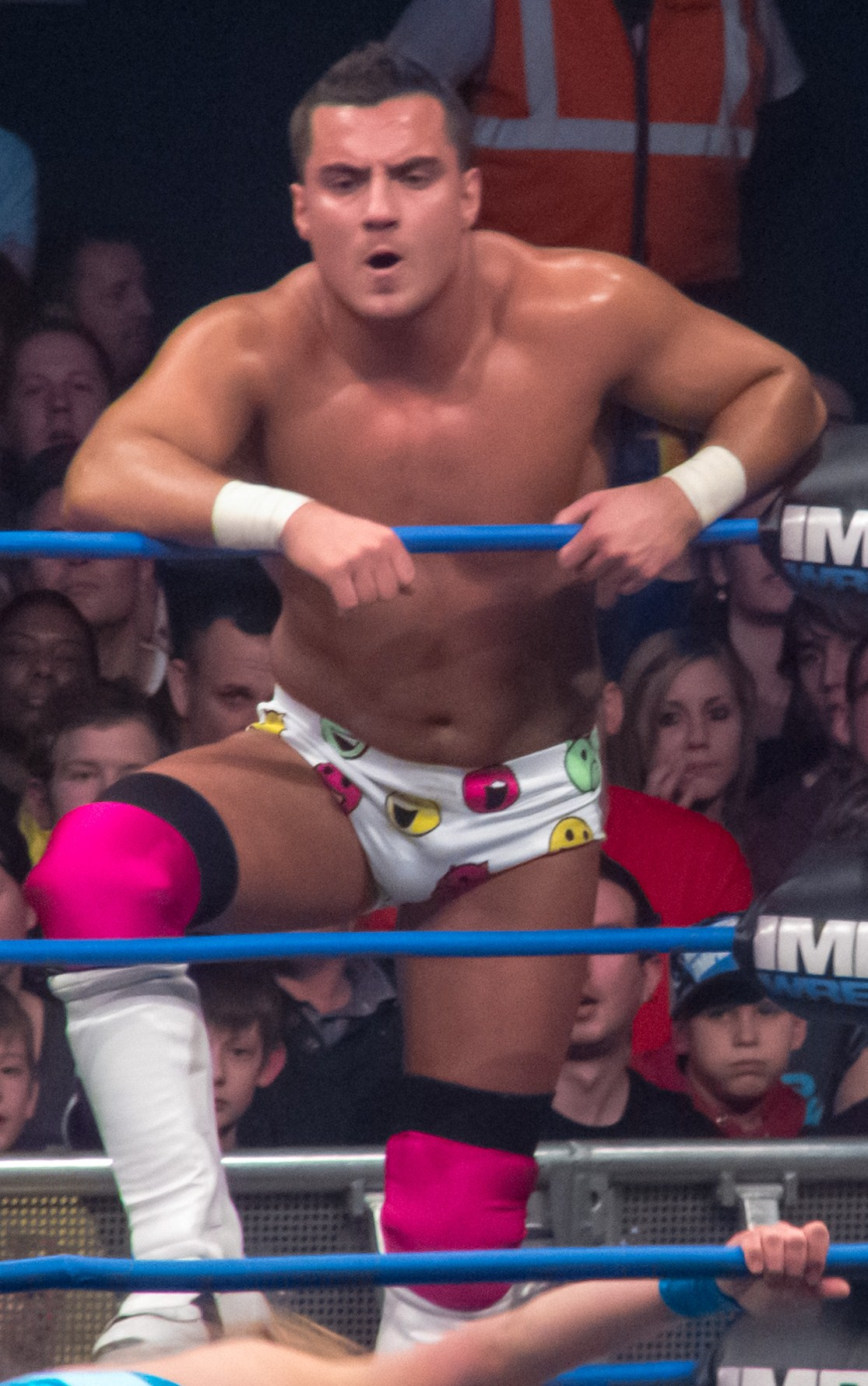
¡Marty Scur'l en el Impacto! Grabaciones de televisión en Wembley, Inglaterra, el 26 de enero de 2013.

### Circuito independiente (2005-2019)
Marty comenzó a entrenar en la escuela de entrenamiento Dropkixx de Frank Rimer, quien entrenaría luchadores como Darren Burridge, Martin Stone, The Kartel o Paul Robinson.
Marty hizo su debut en Dropkixx en el Fondu Club en Purfleet, derrotando a Jimmy Starr por dos caídas a una. Una vez bajo la tutela de Jon Ritchie, quien a estaba a cargo de Dropkixx, Marty participó en el torneo Dropkixx Shoot Fighting (idea original del propio Ritchie), ganando el torneo de peso mediano, y así convirtiéndose en el primer Campeón de Peso Mediano de Dropkixx. A fines del mismo año formaría un equipo junto con Paul Robinson, conocidos como The Part Boys (o The MIdnight Ravers).
Scurll iría a aparecer para Premier Promotions y este sería el lugar donde se encontraría con Phil Powers, quien terminó luchando muchas veces en la temporada de verano en el circuito de campamentos de vacaciones. El 16 de julio, Marty luchó contra su ídolo Steve Gray perdiendo en dos caídas en Summit Promotions en Rayleigh, Essex.
Scurll sería uno de los ocho participantes en el Campeonato Nacional Sub-23 de British Wrestling United., donde quedó afuera en la primera ronda. Luego, Scurll recibiría una oportunidad por el Sam Slam en 2007, aunque perdería. El mismo año debutaría en IPW: UK y RQW.
El 5 de junio de 2007, Marty hizo su debut con All Star Wrestling al derrotar a Jimmy Starr en Gravesend, luchando rergularmente para All Star, incluyendo en eventos principales en Fairfield Halls, Croydon contra los luchadores de Pro Wrestling NOAH, Shuhei Taniguchi y Tsutomu Hirayanagi. En IPW: UK, Scurll comenzaría a hacer equipo con Zack Sabre Jr., siendo luego conocidos como The Leaders of the New School., teniendo rivalidades con equipos como BritRage (Mark Sloan y Wade Frtizgerald) o The Kartel. Scurll participaría en el torneo de IPW por el Campeonato Nacional Británico del Reino Unido, en donde perdería ante Doug Williams.
En 2009, Scurll y Sabre vencerían a los entonces Campeones de Pareja The Thrillers (Mark Haskins y Joel Redman) en una lucha no titular. Sin embargo, ganarían los campeonatos poco después en Sittingbourne Spectacular 2009, luego de que los oponentes programados para The Leaders of the New School no participaran por lesión. La lucha sería una de las candidatas a la mejor del año, y culminando la rivalidad en setiembre, luego de que el equipo de Scurll y Sabre venciera nuevamente a The Thrillers en una lucha de Mesas, Escaleras y Sillas. El mismo año, los campeones comenzaron a luchar también en Frontier Wrestling Alliance.
El 28 de abril de 2012, Marty Scurll derrotaría a Sami Callihan en la final de un torneo y se convertiría en Campeón Peso Crucero Británico.
Como miembro de Revolution Pro Wrestling, Scurll ganaría el Campeonato Peso Pesado Británico el 15 de marzo de 2014, luego de vencer a Colt Cabana en un Iron Man Match de 30 minutos., defendiendo el campeonato ante luchadores como Ricochet, Kevin Steen, Martin Stone, Davey Richards, Doug Williams, Shelton Benjamin o Rocky Romero. Perdería el campeonato el 14 de junio de 2015 ante AJ Styles, en el evento Summer Sizzler 2015.
Scurll debutaría en Insane Championship Wrestling a fines de 2014, donde desafiaría sin éxito al entonces Campeón ICW Zero-G Kenny Williams. En 2015, lucharía ante el entonces Campeón Mundial Pesado de ICW Drew Galloway, siendo derrotado. Su primera victoria en ICW llegaría en un Fatal 4-Way Match, donde derrotaría a Noam Dar, Jack Gallagher y Dan Moloney. El 4 de abril de 2015 volvería a ser derrotado por Drew Galloway, en una lucha por el Campeonato Mundial de EVOLVE y por el Campeonato Abierto de Dragon Gate USA.
Scurll debutaría en Global Force Wrestling en octubre de 2015, durante la invasión británica, perdiendo ante el entonces Campeón Mundial de GFW Nick Aldis. Luego, junto con Rampage Brown, serían derrotados por Doug Williams y Nick Aldis. Scurll regresaría a dicha compañía en marzo de 2016, siendo derrotado por Sonjay Dutt en una lucha por el Campeonato NEX*GEN de GFW.
A principios de octubre de 2017, Scurll derrotaría en WCPW a Joe Hendry y Will Ospreay en una Triple Threat Match, ganando el Campeonato de WCPW, antes de que dicha compañía fuera renombrada como Defiant Wrestling. Surll sería el primer Campeón de Defiant Wrestling, defendiendo el campeonato en el evento WeAreDefiant el 4 de diciembre en una Triple Threat Match ante Joe Hendry y Martin Kirby. El 5 de diciembre perdería el campeonato ante Austin Aries.

### Progress Wrestling (2012-2017)
Scurll luchó en el primer show de Progress Wrestling, Capítulo Uno, en un torneo para determinar el primer Campeón de Progress. Derrotaría a Zack Saber Jr. en una aclamada lucha de semifinales, antes de competir en un Fatal 4-Way Match por el título contra Mike Mason, El Ligero y el ganador Nathan Cruz . Se enfrentaría a Cruz en el Capítulo 2 por el campeonato, aunque perdió. Lucharía otra vez por el campeonato en el Capítulo 11 y en el Capítulo 18, sin lograr ganar. Finalmente, ganaría el campeonato por primera vez en el Capítulo 25, derrotando a Will Ospreay en una lucha sin descalificación., defendiéndolo con éxito ante Mark Haskins, Chris Hero, Tommy End, Will Ospreay y en un combate de 7 luchadores en Thunderbastard 2016. Perdería el campeonato en el Capítulo 32 ante William Eaver, ganándolo por segunda vez en el Capítulo 33, y siendo el primer luchador en ostentar dicho campeonato 2 veces. Lo defendió con éxito ante Mark Andrews en el Capítulo 35, aunque lo perdería en el Capítulo 36 ante Mark Haskins en una Triple Threat Match en donde también estuvo involucrado Tommy End, y no logrando volver a ganarlo en el Capítulo 38, en una lucha donde también estuvo Jimmy Havoc. Luego comenzaría una rivalidad con Havoc, quien lo derrotó en el Capítulo 39 por descalificación y en el Capítulo 40 en una lucha sin descalificación. Scurll regresaría a Progress en 2017 en el Capítulo 55, siendo derrotado por Zack Sabre Jr..

### Impact Wrestling (2012-2013)
En la edición del 14 de febrero de 2013 de Impact Wrestling, se asoció con The Blossom Twins (Hannah y Holly) para enfrentar al equipo de Jessie Godderz, Tara y Gail Kim, siendo derrotados luego de que Kim cubriera a Hannah. Durante la lucha, Scurll se lesionaría después de realizar una inmersión suicida en la barandilla de metal.

### Ring of Honor (2016-2021)
Scurll hizo su debut en Ring of Honor durante una gira de tres días por el Reino Unido en noviembre de 2016. El 20 de noviembre, durante el último día de la gira, Scurll derrotaría a Will Ospreay para ganar el Campeonato Mundial de Televisión ROH, defendiendo con éxito el campeonato ante Ospreay y Dragon Lee en Final Battle 2016. Luego tendría más defensas exitosas, derrotando a Juice Robinson, Donovan Dijak, Sonjay Dutt, Lio Rush, Adam Cole y Frankie Kazarian. El 14 de mayo de 2017, durante la gira de NJPW y ROH, War of the Worlds, Scurll perdería el campeonato ante Kushida, tras una interferencia de Adam Cole.
The Elite, menos Scurll, dejaron ROH después del 14 de diciembre en Final Battle. Durante una promoción en el ring en las grabaciones de televisión de la noche siguiente en Filadelfia, Scurll se enfrentaría a The Kingdom, que llevó al primero a revelar su nuevo stable, Villain Enterprises, con Brody King y PCO. Se produjo una pelea que terminó con Villain Enterprises de pie.
En el ROH 17th Anniversary Show, Scurll derrotó a Kenny King, y la noche siguiente durante las grabaciones de Ring of Honor, Scurll, King y PCO derrotaron a The Kingdom para ganar el Campeonato Mundial en Parejas de Seis-Hombres de ROH por primera vez.
El 4 de enero de 2020, Scurll firmó un contrato de varios años con ROH, convirtiéndose en el responsable de reservas de la promoción en el proceso. Durante el movimiento de Speaking Out, Scurll fue acusado de aprovecharse de una niña de 16 años que estaba ebria. Scurll daría a conocer dos declaraciones en las que no negó las acusaciones, pero afirmó que el encuentro fue consensuado. El 25 de junio, Ring of Honor anunció que inició una investigación sobre las acusaciones. Cuando ROH inició las grabaciones de televisión después de una pausa debido a la pandemia, Scurll no formaba parte de las grabaciones ni como luchador ni como reserva. En octubre de 2020, el perfil de Scurll se eliminó del sitio web de ROH.
En enero de 2021, Ring of Honor anunció que Scurll ya no estaba bajo contrato después de que las dos partes acordaron mutuamente separarse.

### New Japan Pro-Wrestling (2017-2020)
El 3 de mayo de 2017, NJPW anunció a Scurll como participante en el torneo Best of the Super Juniors 2017, en donde terminó con un récord de cuatro victorias y tres derrotas, sin poder avanzar a la final. El 5 de noviembre en el evento Power Struggle, Scurll derrotaría a Will Ospreay, ganando el Campeonato Peso Junior IWGP. El 4 de enero de 2018, en Wrestle Kingdom 12, Scurll perdería el campeonato ante Ospreay, una lucha Fatal 4-Way en la que también estuvieron Hiromu Takahashi y Kushida.

## En lucha
- Movimientos finales
  - Bird of Prey (Inverted crucifix trancisionado en un Sitout Side Powerslam) - 2017-presente
  - Crossface Chikenwing
  - Graduation (Swinging double underhook suplex) - 2006-2014, usado como movimiento de firma después
  - Party´s Over (Backbreaker rack seguido de un double knee backbreaker)
- Movimientos de firma
  - Bridging double chikenwing
  - European Uppercut, a veces a un oponente arrodillado
  - Falcon Arrow
  - Gory Special
  - Ghostbuster (Brainbuster a la rodilla) - parodiando a Adam Cole
  - Jackknife Powerbomb
  - Kneeling reverse piledriver
  - Missile Dropkick
  - Rope-asisted enzuigiri
  - Just Kidding! (Feint superkick, seguido de una segunda a un oponente arrodillado)
  - Superkick
  - Knee smash a un oponente arrodillado
  - Lariat
  - Low Blow
  - Variaciones de Suplex:
    - German
    - Inverted
    - Rolling release

  - Octopus hold
  - Pumphandle neckbreaker
  - Eye poke
  - Suicide Dive (a veces seguido de un swinging DDT)
  - Tornado DDT (a veces seguido de un crossface chikenwing)

- Apodos
  - "Party"
  - "The Villain"
- Temas de entrada
  - "Warp 1.9" de The Bloody Beetrots
  - "Warp 1.9 (remix de Princess Sister)" de The Bloody Beetrots
  - "Machine Gun" de Portishead
  - "One True Villain" de Hot Tag Media Works

## Campeonatos y logros
- Danish Pro Wrestling
  - DPW Light Heavyweight Championship (1 vez)

- Federación Universitaria de Lucha Libre
  - Campeonato Nacional de FULL (1 vez)

- Fight! Nation Wrestling
  - FNW British Championship (1 vez)

- International Pro Wrestilng: UK
  - British Cruiserweight Championship (1 vez)
  - Unified British Tag Team Championship (2 veces) con Zack Sabre Jr.
  - IPW: UK British Cruiserweight Title Tournament (2012)
  - Selsey Cup (2012)
  - Extreme Measures Tournament (2012)

- Melbourne City Wrestling
  - MCW Invitational Tournament (2016)

- New Japan Pro-Wrestling
  - IWGP Junior Heavyweight Championship (1 vez)
  - NEVER Openweight 6-Man Tag Team Championship (1 vez) - con Matt Jackson & Nick Jackson (1)

- NWA Fight! Nation
  - NWA British Championship / FNW British Championship (1 vez)
  - NWA British Championship Tournament (2015)

- Pro Wrestling Guerrilla
  - Battle of Los Angeles (2016)

- Progress Wrestling
  - Progress World Championship (2 veces)
  - Thunderbastard (2016)

- Revolution Pro Wrestling
  - British Heavyweight Championship (1 vez)
  - British Cruiserweight Championship (1 vez)
  - Undisputed British Tag Team Championship (2 veces) - con Zack Sabre Jr.
  - Extreme Measures Tournament (2013)
  - Triple Crown Championship (primero)

- Ring of Honor
  - ROH World Television Championship (1 vez)
  - ROH World Six-Man Tag Team Championship (1 vez) – con Brody King & PCO
  - Survival of the Fittest (2018)
  - ROH Year-End Award (3 veces)
    - Best Final Battle Entrance (2017)[5]
    - Faction of the Year (2019) - con Villain Enterprises[6]
    - Match of the Year (2019) vs. Jay Lethal and Matt Taven at G1 Supercard[7]

- Southside Wrestling Entertainment
  - SWE Speed King Championship (1 vez)
  - Speed King Title Tournament (2012)

- Swiss Wrestling Entertainment
  - SWE Tag Team Championship (1 vez) con Maik Tuga

- Ultimate Pro Wrestling
  - UPW Heavyweight Championship (1 vez)
  - UPW Heavyweight Title Tournament (2015)

- What Culture Pro Wrestling / Defiant Wrestling
  - WCPW / Defiant Wrestling Championship

- Wetside Xtreme Wrestling
  - wXw Unified World Wrestling Championship (1 vez)

- Wrestling Superstar
  - Wrestling Superstar National Championship (1 vez)

- Pro Wrestling Illustrated
  - Situado en el Nº204 en los PWI 500 de 2016[8]
  - Situado en el Nº31 en los PWI 500 de 2017[9]
  - Situado en el Nº39 en los PWI 500 de 2018
  - Situado en el Nº52 en los PWI 500 de 2019[10]

- Wrestling Observer Newsletter
  - Lucha 5 estrellas (2018) vs. Will Ospreay en Sakura Genesis el 1 de abril